# Neil McCann
Neil Docherty McCann (ur. 8 listopada 1974 roku, Greenock, Szkocja) – piłkarz szkocki, występujący na pozycji pomocnika, bądź skrzydłowego. Ostatnim jego klubem w karierze był grający w Scottish Premier League, Falkirk F.C.
McCann profesjonalną karierę piłkarską rozpoczął w roku 1993 w klubie Dundee F.C. Grał tam przez trzy lata, wystąpił w 79 spotkaniach i strzelił 5 bramek. W 1996 roku piłkarz przeszedł do Hearts, gdzie wystąpił w 74 meczach i wpisał się 19 razy na listę strzelców. Grał w tym klubie przez dwa lata. W 1998 roku zdobył w barwach Serc Puchar Szkocji w 1998 roku, pierwszy od 36 lat dla Jambos.
W 1998 roku przeszedł do Rangers F.C., wystąpił w 113 spotkaniach i strzelił 19 bramek. Wystąpił w między innymi w meczu przeciwko odwiecznemu rywalowi Rangersów, Celtikowi Glasgow. Strzelił dwa gole, dnia 2 maja 1999 roku.
Do Southampton został sprzedany dnia 5 sierpnia 2003, za 1,5 miliona funtów. Grał tam przez trzy lata. Wystąpił w 40 spotkaniach, ale nie strzelił żadnej bramki. Od sezonu 2006/2007 występował ponownie w barwach klubu Hearts. Z kolei w latach 2008–2009 był zawodnikiem Falkirk F.C.

## Reprezentacja
W reprezentacji Szkocji debiutował dnia 5 września 1998 roku, w meczu przeciwko Litwie, zmieniając Ally'ego McCoista. Ostatecznie mecz zakończony został rezultatem 0:0. Strzelił też hat-tricka dla swojej reprezentacji w kwalifikacjach do ME 2004. Ostatecznie pożegnał się z reprezentacją w listopadzie 2005 roku.